# Alte Heidelberger Burschenschaft
Als Alte Heidelberger Burschenschaft werden die Ursprünge der burschenschaftlichen Bewegung in Heidelberg bezeichnet. Ihre Zeit während des ersten Drittels des 19. Jahrhunderts war von großer Unstetigkeit geprägt. Dessen ungeachtet hatte sie bzw. hatten ihre Mitglieder großen Einfluss auf die deutsche Politik dieses Jahrhunderts.

## Geschichte

### Vorgeschichte und Gründung
Im Heidelberg der Befreiungskriege existierten die Corps Guestphalia, Hannovera, Holsatia (I), Nassovia (I), Rhenania (II) (Ober- und Niederrheiner), Suevia, Vandalia (I) und Curonia. Bereits 1813 und 1814 versuchte eine größere Anzahl an Renoncen, den Komment und die Strukturen aufzubrechen. 1814 kam eine größere Gruppe von Norddeutschen – teilweise Veteranen der Befreiungskriege – und unterließen zunächst den Eintritt in die Corps, da ihnen dort der deutsche Einheitsgedanke fehlte. Dem Corps Nassovia schlossen sich später einige aus dieser Gruppe an, um „teutsche Art und Sitte, Gemeingeist und Vaterlandsliebe [zu] wecken und verbreiten.“ Nassovia isolierte sich dadurch im Seniorenconvent, worauf sie noch mehr deutsch gesinnte Renoncen anzog. Einige Pommern um Ludwig von Mühlenfels aus Greifswald, Gießener Germanen und andere bildeten so 1814 und 1815 einen enger werdenden Kreis um Adolf Ludwig Follen, den Bruder Karl Follens.
Im Laufe der Zeit etablierte sich der Name Teutonia für diese Gruppe. Es wurde ein Lesezimmer eingerichtet, in dem Heinrich Luden und die Nibelungen gelesen wurden. Eine Gesellschaft für Pflege deutscher Literatur und Geschichte wurde gegründet und ein Neues vollständiges Teutsches Kommersbuch verfasst. Von Mühlenfels hielt engen Kontakt zu Ernst Moritz Arndt. Heinrich Karl Hofmann stellte Vier Punkte auf: „Deutschheit, Wehrhaftigkeit, Ehre und Keuschheit“ Mit der Gründung der Urburschenschaft in Jena begannen auch in Heidelberg lang anhaltende Diskussionen bis in den Sommer 1816 hinein, in welcher Form man zukünftig den deutschen Einheitsgedanken mit der landsmannschaftlichen Untergliederung der Studentenschaft in die Corps vereinen könnte. Um den Philosophen und Naturwissenschaftler Jakob Friedrich Fries bildete sich ein enger, elitärer Kreis. Die Corps boten den Teutonen an, sich als Corps zu konstituieren und dadurch in den Seniorenconvent aufgenommen zu werden. Dies stieß aber auf Ablehnung, worauf Teutonia in den Verruf geschickt wurde. In der Studentenschaft sorgte dies für Aufsehen und zu den 43 Teutonen kamen fast 100 bisher nicht korporierte Renoncen (v. a. Sachsen und Schweizer). Durch die neue Stärke kam es zu offenen Auseinandersetzungen mit den Corps und vielen Duellen. Unter Heinrich von Gagern konnte über den Senat ein teilweises Ende des Verrufs erreichen, die Corps Nassovia, Rhenania, Suevia und Helvetia (1) lösten sich auf, Curonia und Guestphalia blieben standhaft. Die anderen Corps nahmen Verhandlungen auf, welche im Februar unter der Führung von Friedrich Wilhelm Carové zur Gründung der Burschenschaft führte.
Die Heidelberger Burschenschaft wurde aus dem Kreise der aufgelösten Teutonen heraus offiziell am 23. Februar 1817 gegründet, ihre Farben waren Schwarz-Rot mit goldener Perkussion. Bereits am 8. Januar 1820 wurde sie wieder aufgelöst, zwei Wochen später, am 22. Januar, wurde sie erneut gegründet.

### Abspaltung der Teutonia
Im Wintersemester 1827/28 spaltete sich ein Teil der Mitglieder ab und gründete eine neue Teutonia. Im März 1828 wurde sie zum Corps Allemannia (Zuerst Schwarz-Blau-Weiß, später Schwarz-Weiß-Blau).
Im Jahr 1828 wurde die Burschenschaft aufgelöst. Danach trafen ihre Mitglieder weiter als Gesellschaft unter den Bezeichnungen Hödtianer, Pfälzer und Fäßlianer zusammen.

### Franconia
In der im Oktober 1831 gegründeten Franconia schlossen sich die Fäßlianer und Mitglieder des am 2. September 1831 aufgelösten Corps Allemannia zusammen. Nachdem die Universitätsleitung die Franconia nicht genehmigte, traten die Alemannen im November aus und gründeten ein Corps Palatia (Grün-Weiß-Blau), das sich bereits im März 1832 wieder auflöste. Deren Mitglieder kamen daraufhin teilweise wieder zur Franconia zurück.
1832 wurden die burschenschaftlichen Farben Schwarz-Rot-Gold angenommen.
Die Franconia wurde im Juli 1833 behördlich aufgelöst, blieb aber noch bis 1834 im Geheimen bestehen.

## Bekannte Mitglieder

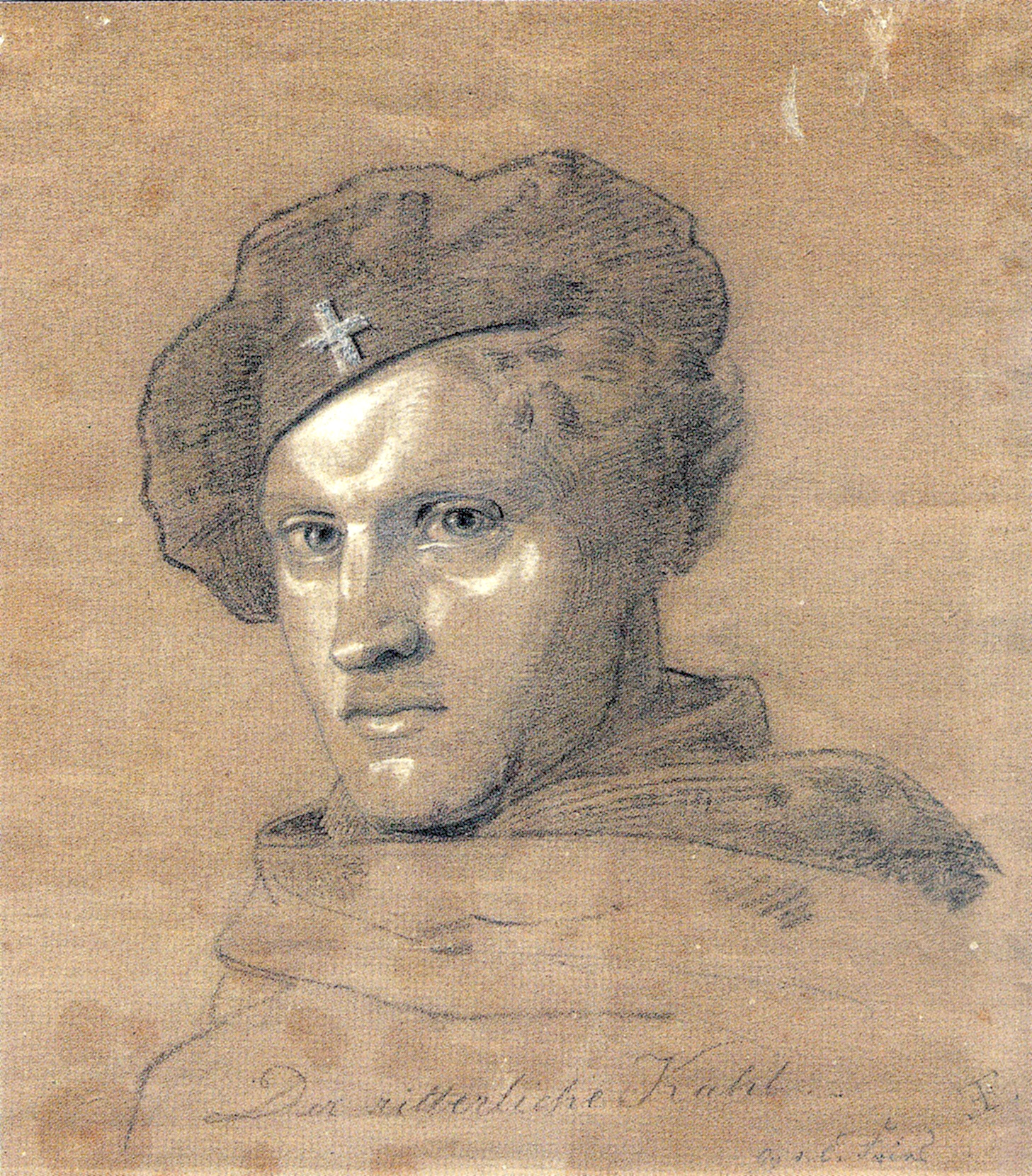
Jacob Carl Kahl, hier in der Tracht der Gießener Schwarzen, war auch Burschenschafter in Heidelberg

Viele der Mitglieder der Heidelberger Burschenschaft erlangten in ihrem späteren Leben und Wirken Bedeutung in der deutschen Politik und Wissenschaft. Mindestens 23 Mitglieder der Frankfurter Nationalversammlung waren Heidelberger Burschenschafter, darunter deren Präsident Heinrich von Gagern.
- Gustav Asverus (1798–1843), Jurist
- Carl Theodor Barth (1805–1837), Jurist und demokratischer Publizist
- Eduard Baumstark (1807–1889), Jurist, Ökonom (Kameralist), Politiker und Hochschullehrer
- Charles Beck (1798–1866), deutsch-amerikanischer Philologe und Theologe, Professor in Harvard, Mitglied des Repräsentantenhauses von Massachusetts
- Alfred von Behr (1812–1862), Franconia, Mediziner und Politiker
- Wilhelm Beseler (1806–1884), Politiker
- Ludwig von Biegeleben (1812–1872), Diplomat des Großherzogtums Hessen und Österreichs
- Florens von Bockum-Dolffs (1802–1899), preußischer Beamter und liberaler Parlamentarier
- Eduard Böcking (1802–1870), Jurist und Historiker
- Johann Friedrich Böhmer (1795–1863), Historiker
- Pompejus Bolley (1812–1870), Chemiker
- Hans Karl Briegleb (1805–1879), Rechtsgelehrter und Landtagsabgeordneter in Bayern und Hannover
- Gustav Bunsen (1804–1836), Chirurg, Anführer des Frankfurter Wachensturms und Kämpfer im texanischen Unabhängigkeitskrieg
- Friedrich Wilhelm Carové (1789–1852), Jurist, Schriftsteller und Philosoph
- Carl Philipp Cetto (1806–1890), Unternehmer und Politiker
- Carl Friedrich Cless (1797–1861), Pfarrer und Schriftsteller
- Johann Hermann Detmold (1807–1856), Jurist, Politiker in der deutschen Nationalversammlung, Zeichner und Schriftsteller
- Conrad Ludwig Diehl (1810–1853), Revolutionär des Pfälzischen Aufstands 1849
- August Heinrich Hermann von Dönhoff (1797–1874), preußischer Diplomat und Außenminister
- Henri Druey (1799–1855), Schweizer Rechtsanwalt, Philosoph und Politiker
- Karl Eigenbrodt (1826–1900), Mediziner und Politiker
- Reinhard Eigenbrodt (1799–1866), Jurist und Politiker, Innenminister in der Märzregierung des Großherzogtums Hessen
- Theodor Engelmann (1808–1889), deutschamerikanischer Rechtsanwalt, Journalist, Autor und Zeitungsverleger
- Eduard Eppelsheimer (1808–1866), Bayerischer Landtagsabgeordneter, Mitglied des Frankfurter Vorparlaments
- Joseph Anselm Feuerbach (1798–1851), Altphilologe und Klassischer Archäologe
- Karl Philipp Fohr (1795–1818), Maler
- Adolf Ludwig Follen (1794–1855), liberaler Schriftsteller und Verleger
- Karl Philipp Francke (1805–1870), Mitglied der provisorischen Regierung von Schleswig-Holstein
- Ludwig Frey (1810–1871), Rechtswissenschaftler und Publizist
- Johann Christoph Freyeisen (1803–1849), Publizist, Musikschriftsteller und Librettist
- Friedrich Wilhelm Fricke (1810–1891), pädagogischer Schriftsteller
- Johann Friedrich Funck (1804–1857), Verleger, Schriftsteller und Theologe
- Friedrich von Gagern (1794–1848), niederländischer General deutscher Herkunft und Befehlshaber der Truppen des Deutschen Bundes gegen den Heckeraufstand.
- Heinrich von Gagern (1799–1880), liberaler Politiker im Zeitalter des Vormärz und der Märzrevolution
- Maximilian von Gagern (1810–1889), Politiker zur Zeit der bürgerlichen Märzrevolution
- Julius Alhard Gelpke (1811–1885), deutschstämmiger Schweizer Arzt
- Amand Goegg (1820–1897), führender Kopf der badischen Revolution und Mitglied der Revolutionsregierung
- Johann Gros (1809–1892), hessischer Jurist, Gutspächter und Politiker, Abgeordneter der Zweiten Kammer der Landstände des Großherzogtums Hessen
- Hermann Günther (1811–1886), Pädagoge und Schulleiter
- Georg Hanssen (1809–1894), Agrarhistoriker und Nationalökonom
- Eduard Ludwig von Harnier (1800–1868), Jurist und Bürgermeister von Frankfurt am Main
- Johann Gustav Heckscher (1797–1865), Jurist und Politiker
- August Hergenhahn (1804–1874), nassauischer liberaler Politiker
- Karl Hoffmeister (1796–1844), Philologe
- Heinrich Karl Hofmann (1795–1845), Jurist und Politiker
- Karl Gustav Jung (1795–1864), deutsch-schweizerischer Mediziner
- Joseph Jungbluth (1807–1886), Jülicher Bürgermeister, Abgeordneter im Vereinigten Landtag, im Vorparlament und in der Ersten und Zweiten Preußischen Abgeordnetenkammer
- Damian Junghanns (1800–1875), Jurist und badischer Revolutionär, Abgeordneter im Rumpfparlament und in der Frankfurter Nationalversammlung
- Theodor von Kobbe (1798–1845), Jurist und Schriftsteller
- Gustav Körner (1809–1896), Jurist und Politiker in Deutschland und den Vereinigten Staaten
- Wilhelm Friedrich Christian Gustav Krafft (1805–1864), Politiker
- Friedrich Küchler (1799–1866), Mitglied der Zweiten Kammer der Landstände des Großherzogtums Hessen, Landrat der Landkreise Friedberg und Gießen
- Dietrich Wilhelm Landfermann (1800–1882), Schulrat in Koblenz, Mitglied der Preußischen Nationalversammlung
- Wilhelm Lesser (1812–1889), Politiker
- Wilhelm Leverkus (1808–1870), Archivar und Politiker
- Johann Michael Lindenmayer (1796–1858), württembergischer Oberamtmann
- Karl Marx (1796–1877), Mediziner
- Karl Mathy (1807–1868), liberaler Politiker, Bankier und badischer Staatsminister
- Johann August Messerich (1806–1876), Rechtsanwalt und Abgeordneter der Preußischen Nationalversammlung
- Robert von Mohl (1799–1875), Staatswissenschaftler und Politiker
- Friedrich Hermann Moré (1812–1880), Franconia, deutscher Revolutionär und Bahnbeamter
- Ludwig von Mühlenfels (1793–1861), Jurist, Literaturhistoriker, Oberappellationsgerichtsrat und Reichskommissar
- Hermann Gerhard Müller (1803–1881), Kaufmann, Bürgermeister und Reichstagsabgeordneter
- Hermann Joseph Müller (1803–1876), Jurist, Journalist, Politiker und Mitglied der Frankfurter Nationalversammlung
- Hermann Müller-Strübing (1812–1893), Altphilologe
- Georg Michael Nahm (1803–1834), Revolutionär und Teilnehmer am Frankfurter Wachensturm
- Johann Georg Neuburg (geb. Simon Neuburg; 1757–1830), Arzt und Gelehrter
- Johann Georg Neuburg (1795–1866), Politiker
- Julius von Niethammer (1798–1882), Mitglied des Bayerischen Reichsrates
- Wilhelm Obermüller (1809–1888), Schriftsteller
- Heinrich Carl Alexander Pagenstecher (1799–1869), Arzt und Politiker
- Adolf Maria Pinkas (1800–1865), Mitglied des Konstituierenden Reichstags und des Böhmischen Landtags, Intendant des Deutschen Landestheaters Prag
- Daniel Friedrich Ludwig Pistor (1807–1886), Jurist und revolutionärer Freiheitskämpfer
- Jacob Ludwig Theodor Reh (1801–1868), Politiker
- Maximilian Reinganum (1798–1878), Jurist, Politiker und Publizist
- Prinz Heinrich LXXIV. Reuß zu Köstritz, Gutsbesitzer und Mitglied des Preußischen Herrenhauses, 1820 Sprecher der Burschenschaft
- Ludwig Roediger (1798–1866), Philologe, Redner beim ersten Wartburgfest
- Ludwig Rosenstiel (1806–1863), Revolutionär
- Arnold Ruge (1802–1880), Schriftsteller
- Johann Wilhelm Sauerwein (1803–1847), Dichter
- Georg Friedrich Schlatter (1799–1875), evangelischer Pfarrer und der Alterspräsident des badischen Revolutionsparlaments von 1849
- Albert Schmid (1812–1891), erster Präsident des Oberlandesgerichts Braunschweig
- Carl Gustav Schwetschke (1804–1881), Verleger
- Alexander von Soiron (1806–1855), badischer Politiker und u. a. Abgeordneter in der Frankfurter Nationalversammlung
- Eduard Souchay (1800–1872), Frankfurter Politiker, Reichskommissar für die deutsche Zentralgewalt
- Anton von Stabel (1806–1880), badischer Staatsmann und Jurist
- Georg Christian Strecker (1800–1874), Politiker und Revolutionär
- Franz Stromeyer (1805–1848), Verleger, Publizist und Revolutionär
- Gustav Struve (1805–1870), Politiker, Rechtsanwalt, Publizist und radikaldemokratischer Revolutionär der Märzrevolution 1848/49
- Wilhelm Carl Friedrich Textor (1806–1882), Senator und Präsident des Gesetzgebenden Körpers der Freien Stadt Frankfurt
- Jacob Venedey (1805–1871), Jurist, Publizist, Abgeordneter im Vorparlament und in der Frankfurter Nationalversammlung
- Georg Varrentrapp (1809–1886), Mediziner
- Ferdinand Walter (1794–1879), Jurist
- Friedrich Walz (1794–1842), Württembergischer Landtagsabgeordneter
- August Wentzel (1799–1860), Jurist und Politiker, Oberlandesgerichtspräsident und Abgeordneter im Preußischen Abgeordnetenhaus
- Gottlieb Jonathan Winter (1810–1886), Oberamtmann und Abgeordneter der Badischen Ständeversammlung
- Anton Wilhelm von Zuccalmaglio (1803–1869), Heimatschriftsteller, Musikkritiker und Komponist
- Vinzenz Jakob von Zuccalmaglio (genannt Montanus; 1806–1876), bergischer Schriftsteller und Dichter